# La vita in gioco
La vita in gioco è un film del 1973 (noto anche con il titolo Morire a Roma) diretto da Gianfranco Mingozzi.